# Karl Doehring
Karl Doehring (* 17. März 1919 in Berlin; † 24. März 2011 in Heidelberg) war ein deutscher Rechtswissenschaftler. Er war ein Schüler des Heidelberger Hochschullehrers Ernst Forsthoff.
Doehring studierte nach Wehrdienst und Kriegsgefangenschaft Rechtswissenschaften an der Ruprecht-Karls-Universität Heidelberg. Er wurde 1958 in Heidelberg promoviert, dort 1963 habilitiert und lehrte an den Universitäten Göttingen und München. Danach war er Direktor am Max-Planck-Institut für ausländisches öffentliches Recht und Völkerrecht sowie Inhaber eines Lehrstuhls für deutsches und ausländisches öffentliches Recht und Völkerrecht an der Ruprecht-Karls-Universität in Heidelberg. Er war Ehrenmitglied des Institut de Droit international, der Academia Mexicana de Derecho Internacional, sowie Träger des Bundesverdienstkreuzes 1. Klasse. Ehrendoktorwürden wurden ihm von den Universitäten Johannesburg, Bukarest und Saarbrücken verliehen.
Doehring hat umfassend auf den Gebieten des Staats- und des Völkerrechts publiziert. Schwerpunkte bildeten dabei u. a. die Rechtslage Deutschlands nach dem Zweiten Weltkrieg, das Selbstbestimmungsrecht der Völker, die Menschenrechte, das Fremdenrecht und das Asylrecht, der Beitrag des Völkerrechts zum Frieden, das Gewaltverbot, die Funktion der Vereinten Nationen, völkerrechtliche Wiedergutmachungsansprüche und das Völkergewohnheitsrecht. Zu seinen bekanntesten Werken gehören die Bücher Völkerrecht (2. Auflage 2004) und Allgemeine Staatslehre (3. Auflage 2004).
Zu seinem 70. Geburtstag haben ihm seine Schüler Kay Hailbronner, Georg Ress und Torsten Stein eine Festschrift mit dem Titel „Staat und Völkerrechtsordnung“ gewidmet. Weitere Schüler Doehrings sind Juliane Kokott, Rudolf Dolzer und Matthias Herdegen.

## Schriften (Auswahl)
- Von der Weimarer Republik zur Europäischen Union – Erinnerungen. wjs, Berlin 2008.
- Völkerrecht. Ein Lehrbuch. 2., neubearbeitete Auflage, C.F. Müller, Heidelberg 2004, ISBN 3-8114-0834-8.
- Allgemeine Staatslehre. Eine systematische Darstellung. 3., neubearb. Auflage, C.F. Müller, Heidelberg 2004, ISBN 3-8114-9008-7.